# Liboc (řeka)
Liboc (německy Aubach) je pravostranný přítok řeky Ohře v Karlovarském a Ústeckém kraji, protékající Kadaňskem a Žateckem. Délka toku činí 46,4 km. Plocha povodí měří 340,1 km². Průměrný průtok v ústí je 1,68 m³/s.

## Průběh toku
Pramení v Doupovských horách ve slatinách pod vrchem Pilíř ve vojenském prostoru Hradiště v nadmořské výšce 687,31 metru. V okolí pramene Liboce se nachází rozvaliny zaniklé obce Jeseň a pramen říčky Blšanky. Liboc nejprve teče k severozápadu, pod zaniklým městem Doupov se stáčí k východu. V hlubokém údolí se nacházejí zbytky rozbořených obcí Oleška, Žďár a Žebletín, náspy a mostky zrušené železniční trati Kadaňský Rohozec – Doupov a minerální pramen u vojenských kasáren Obrovice. U Kadaňského Rohozce opouští vojenský prostor a dále protéká suchou chmelařskou oblastí přes Radonice, Vilémov, Pětipsy, Libědice, Čejkovice a Žabokliky až do Libočan u Žatce, kde ústí zprava do řeky Ohře na jejím říčním kilometru 92,51 v nadmořské výšce 204,65 metru.

### Větší přítoky
- levé – Žďárský potok, Vintířovský potok
- pravé – Dubá I, Leska

## Využití
Až do dvacátých let 20. století žily na horním toku říčky nad Pětipsy perlorodky, v současné době je Liboc z velké části upravená kamenným pohozem nebo rovnaninou s četnými jezy a stupni. Zemědělská oblast kolem Libědic patří dlouhodobě k nejsušším místům v Čechách, a proto je Liboc významným zdrojem vody. Pro závlahy okolních chmelnic je voda odčerpávána nejen ze samotné Liboce, ale i z rybníka Sedlec v Doupovských horách, odkud vede potrubí do velké podzemní nádrže u Račetic.